# Aspidosperma ulei
Aspidosperma ulei, popularmente conhecida como pitiá, apresenta-se como uma “árvore com casca áspera e acizentada. Folhas alternas, pecioladas, lanceoladas, glabras. Flores alvecentas, pequenas, agrupadas em panículas multifloras terminais. Frutos capsulares, coriáceos, com sementes achatadas e aladas.
O gênero Aspidosperma é distinguido quimicamente pela frequente ocorrência de alcaloides indólicos, característica compartilhada por 46 das 57 espécies de Aspidosperma (Apocynaceae). Bolzani e colaboradores relatam em um review sobre espécies do gênero Aspidosperma, o isolamento de 4 alcalóides de A. ulei: uleina, N-metil-tetra-hidroelipticina, di-hidroolivacina e N-metil-tetra-hidroolivaona (Bolzani, 1987).
Em um artigo publicado em 1954, Banerjee e Lewis utilizaram uma solução de alcalóides extraídos do caule de Aspidosperma ulei e os resultados encontrados foram os seguintes:
1. Diminuição do efeito espasmogênico da acetilcolina no íleo e útero de ratas e cobaias e no duodeno de coelhos e redução do efeito espasmogênico da histamina no íleo e útero de ratas e cobaias;
2. Antagonismo do efeito espasmogênico da adrenalina no útero de coelhas;
3. Diminuição dos batimentos cardíacos em coração isolado de coelho e vasoconstrição em ratos;
4. Efeito estimulante central:
5. Aumento da temperatura retal em camundongos
6. Convulsões tônicas seguidas de morte em camundongos
7. “Scratching” das patas traseiras, salivação e lacrimejamento em coelhos.
8. Atividade amebicida.

Outros dois trabalhos de Schmutz, Hunziker e Hirt  (1957) e Lehner e Schmutz (1961), utilizando a casca da raiz de Aspidosperma ulei, mostraram a presença dos alcalóides uleína, 1,2-di-hidro-olivacina e 1,2-di-hidro-elipticina. A uleína tem atividade tripanomiscida (ABREU E SILVA et al., 2002) e interfere na contratilidade da musculatura lisa vascular e não vascular e na contração induzida pelo cálcio em útero e em aorta, aparentemente por uma ação direta sobre os canais de cálcio (SOARES et al., 2004).
Apesar de a uleína ser o marcardor da Aspidoseprma ulei, este alcalóide não é exclusivo desta espécie; existem relatos da presença da uleína nas espécies A. australe, A. campus-belus, A. desamnthum, A. excelsum, A. eburneum, A. gomesianum, A. formosamum, A. multiflorum, A. olivaceum, A. parvifolium, A. pyricollum, A. subcanum, A. tomentosum, Alstonia scholaris, Alstonia undulifolia, Himatanthus lancifolius, Plumeiai lancifolia (GARCIA RUBEN; BROWN JR., 1976; FRANÇA; BROWN; SANTOS, 2000; ABREU E SILVA et al., 2002; MASSIOT et al., 1992; JÁCOME; SOUZA; OLIVEIRA, 2003; SOARES et al., 2004; MACABEO et al., 2005).
O estudo de uma fração rica em alcalóides (SF3-5)das cascas da raiz de A. ulei demonstrou um efeito pró-erétil em camundongos (CAMPOS et al., 2006). O resultado desse estudo aponta que SF3-5 facilita a ereção peniana de camundongos possivelmente através da modulação central de dopamina e de um bloqueio de receptores α-2 pré-sinapticos, com um subsequente aumento na liberação de óxido nitrico nos nervos e artérias penianas. Esse estudo comprovou o uso tradicional de extratos de Aspidosperma em disfunção erétil.